# Institut La Xavière
La congrégation La Xavière, missionnaire du Christ Jésus est un institut de vie consacrée reconnu par l’Église catholique le 20 juin 1963 et de droit pontifical depuis 2010.
L'institut a été fondé en France en 1921 par Claire Monestès. Ses membres, appelées « xavières », forment une congrégation catholique qui appartient à la famille ignatienne.

## Histoire
La congrégation tire son nom de l'admiration que Claire Monestès portait à l'œuvre missionnaire de saint François Xavier, qui était l'un des compagnons d'Ignace de Loyola. Celui-ci, peu après avoir fondé la Compagnie de Jésus, décida que la Compagnie n'accepterait pas de femmes. Il n'existe donc pas de religieuses jésuites à proprement parler, mais de nombreuses communautés féminines inspirées par la spiritualité ignatienne.
Claire Monestès ouvre sa première communauté à Marseille avec Léonie Fabre en 1921, notamment pour être présente auprès des jeunes femmes au travail. Un local acquis rue Breteuil lui permet d'ouvrir des salles de repos et un restaurant pour les jeunes ouvrières travaillant à proximité du Vieux-Port.
En 1934, elle fonde une communauté au sein de la paroisse Saint-Médard, dans le 5e arrondissement de Paris.
Claire Monestès meurt le 14 février 1939. Les xavières ont entre 20 et 35 ans. La guerre va les disperser.
Ce n'est qu'à partir de 1960 que les fondations de communautés en France se succèdent : Créteil, Toulouse, Nice, La Rochelle, Aix-en-Provence. En 1967, c'est le départ pour l'Afrique, à Abidjan, répondant à l'appel des jésuites pour collaborer à l'INADES (Institut africain pour le développement économique et social). Suivront d'autres ouvertures : à Korhogo en Côte-d'Ivoire également en 1972, à N'Djaména en 1983, à Abobo, commune d'Abidjan en 2002, à Yaoundé en 2006. La dernière fondation s'est faite à Hambourg en 2012.
Depuis juillet 2023, sœur Laurence Loubières est la supérieure générale de la congrégation.
Qu'elles soient secrétaires, animatrices de jeunes, médecins, ingénieurs, bibliothécaires, théologiennes, enseignantes, responsables d'aumônerie, psychologues, infirmières, gestionnaires, qu'elles travaillent en entreprise ou fassent du soutien scolaire, les xavières vivent en petites communautés, proches des gens par l'habitat et le travail.
Les xavières sont aujourd'hui au nombre d'une centaine. Elles sont réparties dans une vingtaine de communautés sur trois continents : Afrique, Europe et Amérique.
Début 2021, sœur Nathalie Becquart, xavière, est nommée sous-secrétaire du secrétariat du Synode des évêques, faisant d'elle la première femme à y disposer du droit de vote.